# Встигнути до
«Встигнути до» (англ. Due Date) — художній фільм Тодда Філліпса в жанрі комедії, що вийшов 5 листопада 2010 року.
Це буде вже другий раз, коли Роберт Дауні-молодший і Мішель Монаган будуть грати в одному фільмі (перший був на зйомках фільму Поцілунок навиліт). Також це буде другий раз, коли Джеймі Фокс і Дауні-молодший грають в одному і тому ж фільмі (перший був на зйомках фільму «Соліст»).

## Сюжет
Пітер Хаймен (Роберт Дауні) — директор великого підприємства, якому часто доводиться бути далеко від свого дому. Та подія, яка має скоро статися, виходить за будь-які межі — його дружина (Мішель Монаган) має подарувати Пітерові першу дитину, тому Хаймену доводиться покинути всі справи і терміново мчати додому. Та є проблема — через прикру неприємність з одним надокучливим товстуном його знімають з літака і забороняють, як потенційному терористові, літати надалі будь-чим, тож єдиним шансом втрапити вчасно до пологового будинку стає автівка з тим самим товстуном Ітаном (Зак Галіфіанакіс) за кермом.
Народження дитини для сучасного чоловіка вже великий стрес, як факт, не кажучи вже про те, що народжуються вони нині здебільшого тоді, коли таткові «стукає» більше сорока і він починає замислюватись не лише про кар'єру, гроші, дівок та пиво, а й про майбутнє — наприклад, хто йому через двадцять років принесе склянку води. Пітер Хайвей саме з таких «пізніх татусів», а на додачу до цього він ще й втрапляє в халепу, оскільки його життєвий шлях перетинається з серпантином Ітана Тремблі — викапаним «дитям квітів», який ніби лише вчора вийшов за двері комуни хіпі: абсолютно не пристосованим до сучасного життя, але надзвичайно життєрадісним і нетактовним товстунцем Ітаном. Оскільки завдяки цьому дурневі їх обох зняли з літака і заборонили надалі пересуватись повітряним транспортом, а це в США значить приблизно те саме, що в Україні присудити людині їхати через всю країну на велосипеді, то бідному Пітеру доведеться провести з цим дурником ще багато довгих годин.

## У фільмі знімались
| У ролях           |  | Персонаж             |
| ----------------- |  | -------------------- |
| Роберт Дауні-мол. |  | Пітер Гаймен         |
| Зак Галіфіанакіс  |  | Ітан Трембле         |
| Мішель Монаган    |  | Сара Гаймен          |
| Джульєтт Льюїс    |  | Гайді                |
| Джеймі Фокс       |  | Дерріл Джонсон       |
| RZA               |  | Маршал               |
| Денні Макбрайд    |  | Лонні                |
| Тодд Філліпс      |  | Баррі                |
| Мімі Кеннеді      |  | мама Сари            |
| Аарон Лустіг      |  | доктор Грін          |
| Броді Стівенс     |  | водій (камео)        |
| Чарлі Шин         |  | Чарлі Гарпер (камео) |
| Джон Краєр        |  | Алан Гарпер (камео)  |

## Саундтрек
| #   | Назва                                                | Artist           | Тривалість |
| --- | ---------------------------------------------------- | ---------------- | ---------- |
| 1.  | «Hold On, I'm Comin'»                                | Sam & Dave       | 2:31       |
| 2.  | «New Moon Rising»                                    | Wolfmother       | 3:45       |
| 3.  | «Is There a Ghost»                                   | Band of Horses   | 2:59       |
| 4.  | «People Are Crazy»                                   | Біллі Куррінгтон | 3:51       |
| 5.  | «White Room»                                         | Cream            | 4:58       |
| 6.  | «This Is Why I'm Hot»                                | MIMS             | 4:17       |
| 7.  | «Sweet Jane»                                         | Cowboy Junkies   | 3:35       |
| 8.  | «Amazing Grace»                                      | Род Стюарт       | 2:02       |
| 9.  | «Check Ya Self 2010 (feat. Chuck D з Лізою Кекаула)» | Ice Cube         | 3:25       |
| 10. | «Glaucoma»                                           | Крістоф Бек      | 2:13       |
| 11. | «A Good Sign»                                        | Крістоф Бек      | 1:36       |
| 12. | «Ethan's Theme»                                      | Крістоф Бек      | 1:19       |

### Додаткові пісні
Наступні пісні не включені в саундтрек, але вони з'являються в деяких частинах фільму:
- Closing Time — Денні Макбрайд
- Mykonos — Fleet Foxes
- Old Man (Live at Massey Hall) — Ніл Янг
- Hey You — Pink Floyd

## Створення фільму
Зйомки фільму почалися в Лас-Крусесі (Нью-Мексико) і потім продовжилися в Альбукерке.